# The Lucid Collective
Albums de Archspire
All Shall Align
(2011) Relentless Mutation
(2017)
The Lucid Collective est le deuxième album studio du groupe de death metal technique canadien Archspire sorti le 25 avril 2014.

## Liste des titres
| No | Titre                               | Durée |
| -- | ----------------------------------- | ----- |
| 1. | Lucid Collective Somnambulation     | 4:16  |
| 2. | Scream Feeding                      | 4:21  |
| 3. | The Plague of Am (Cogito Ergo Sum)  | 3:36  |
| 4. | Fathom Infinite Depth               | 5:07  |
| 5. | Join Us Beyond                      | 4:23  |
| 6. | Seven Crowns and the Oblivion Chain | 4:50  |
| 7. | Kairos Chamber                      | 3:18  |
| 8. | Spontaneous Generation              | 4:44  |

Le morceau Kairos Chamber est instrumental.

## Composition du groupe
- Oliver Rae Aleron - Chant.
- Dean Lamb - Guitare.
- Tobi Morelli - Guitare.
- Jaron Evil - Basse et chœurs.
- Spencer Prewett - Batterie.

## Membres additionnels
- Ken Sarafin - Artwork[3]

## Sources
1. ↑  , metal-archives.com
2. ↑  , spirit-of-metal.com
3. ↑  , allmusic.com